# Schwedeneisbecher

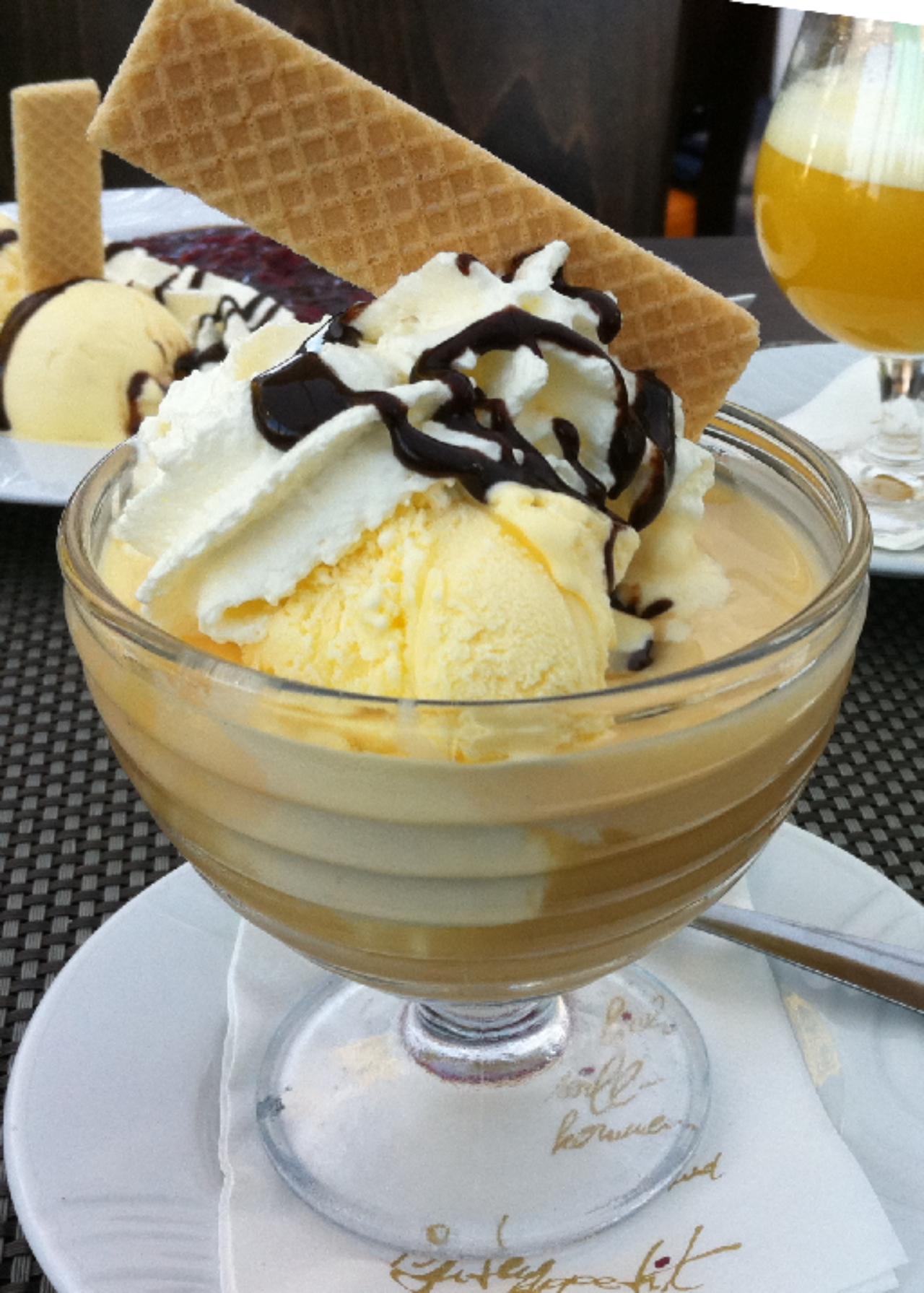
Schwedeneisbecher auf einem Ausflugsschiff in der Stadt Brandenburg Sommer 2011

Der Schwedeneisbecher (auch einfach Schwedenbecher) ist ein typisches Rezept aus der DDR und wird heute in Ostdeutschland in vielen gastronomischen Einrichtungen als beliebte Nachspeise bzw. Eiskreation angeboten. Der Eisbecher besteht aus Speiseeis mit Vanillegeschmack, Apfelmus, Eierlikör und Schlagsahne.

## Namensentstehung
Der Schwedeneisbecher in seiner heutigen Form wurde erstmals im Jahre 1952 auf einer Karte eines Eiscafés im Berliner Bezirk Pankow erwähnt. Zur Entstehung des Namens gibt es folgende Legende: Während der Olympischen Winterspiele 1952 in Oslo trat die Eishockeymannschaft der damaligen Bundesrepublik gegen die Mannschaft aus Schweden an. Die Schweden gewannen das Spiel mit 7:3. Aus Freude über die Niederlage der Bundesrepublik soll Walter Ulbricht diese von ihm bevorzugte Eiskreation auf den Namen „Schwedeneisbecher“ getauft haben.